# Coleophora albilineella
Coleophora albilineella é uma espécie de mariposa do gênero Coleophora pertencente à família Coleophoridae.